# Sèrie Fourier-Bessel
En matemàtiques, la sèrie de Fourier-Bessel és un tipus particular de sèrie de Fourier generalitzada (una expansió de sèrie infinita en un interval finit) basada en funcions de Bessel.
Les sèries de Fourier-Bessel s'utilitzen en la solució d'equacions diferencials parcials, particularment en sistemes de coordenades cilíndriques.

## Definició

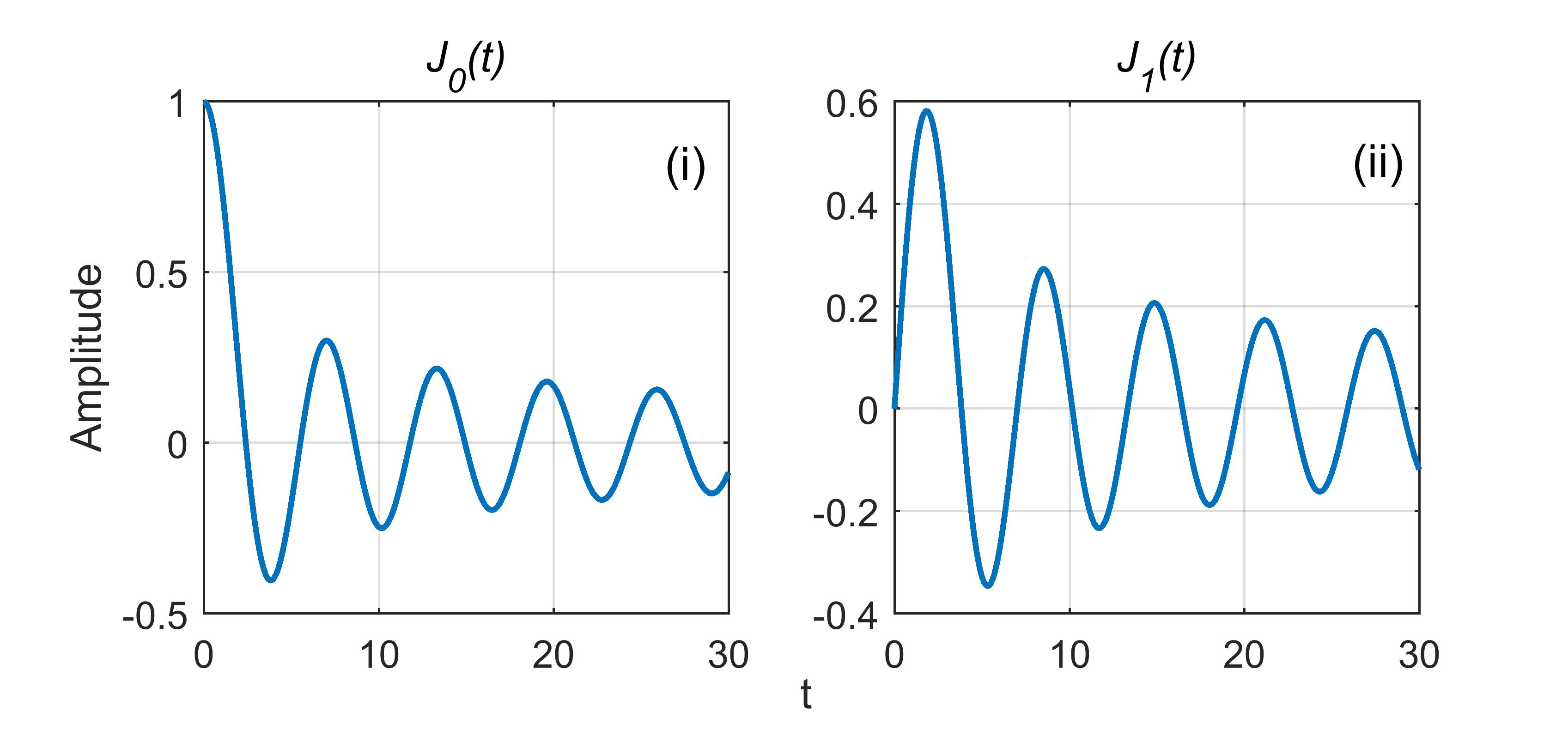
Funció de Bessel per a (i) i (ii).

La sèrie de Fourier-Bessel d'una funció f(x) amb un domini de [0,b] que compleix f(b) = 0
és la representació d'aquesta funció com una combinació lineal de moltes versions ortogonals de la mateixa funció de Bessel del primer tipus Jα, on l'argument de cada versió n té una escala diferent, segons{\displaystyle (J_{\alpha })_{n}(x):=J_{\alpha }\left({\frac {u_{\alpha ,n}}{b}}x\right)}on uα, n és una arrel, n numerada associada a la funció de Bessel Jα i cn són els coeficients assignats:

## f(x)∼∑n=1∞cnJα(uα,nbx).{\displaystyle f(x)\sim \sum _{n=1}^{\infty }c_{n}J_{\alpha }\left({\frac {u_{\alpha ,n}}{b}}x\right).}Interpretació
La sèrie de Fourier-Bessel es pot considerar com una expansió de Fourier en la coordenada ρ de les coordenades cilíndriques. De la mateixa manera que la sèrie de Fourier es defineix per a un interval finit i té una contrapartida, la transformada de Fourier contínua en un interval infinit, la sèrie de Fourier-Bessel té una contrapartida en un interval infinit, és a dir, la transformada de Hankel.

## Càlcul dels coeficients

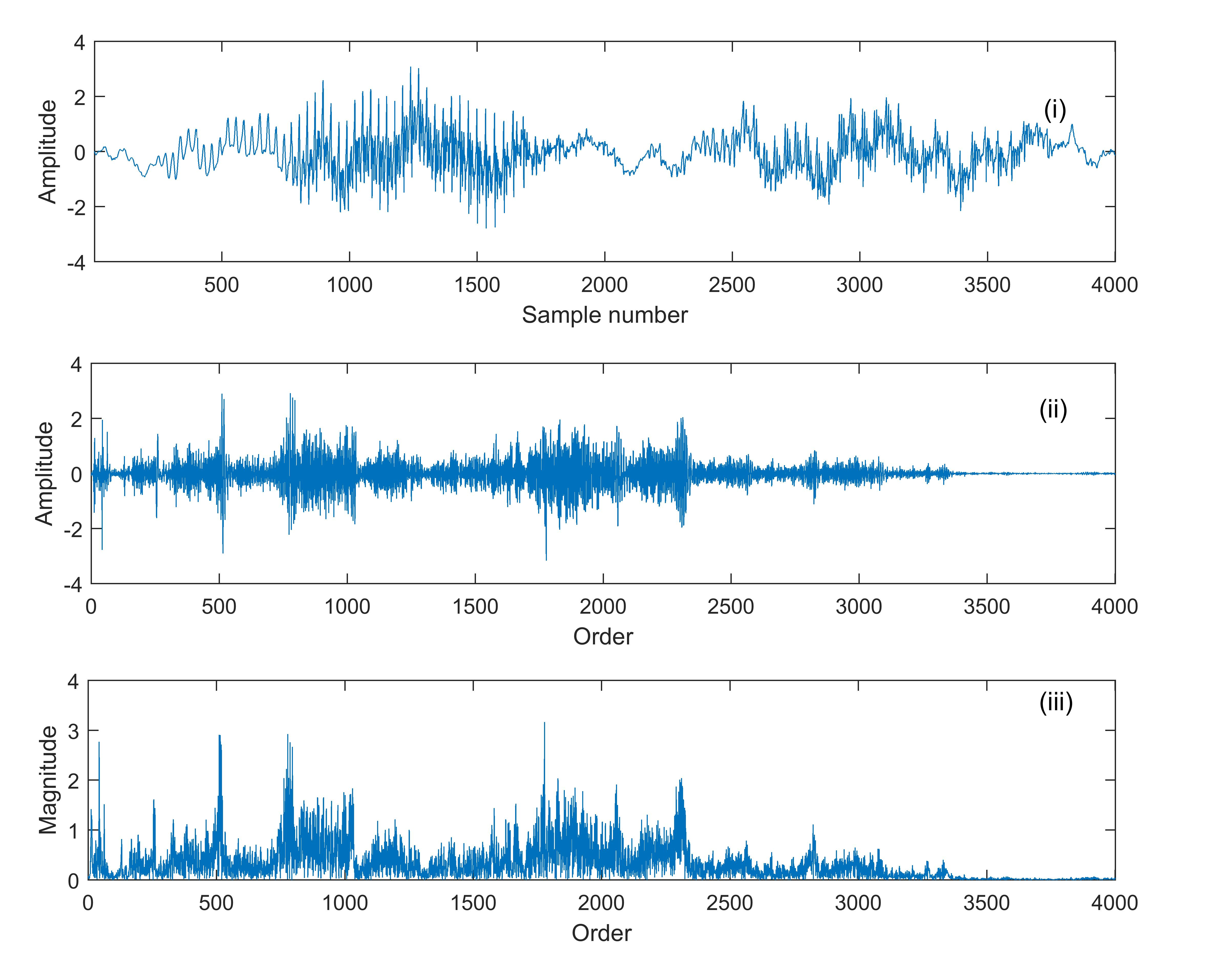
(i) Senyal de parla (mtlb.mat de la caixa d'eines de Matlab), (ii) coeficients de senyal de parla FBSE i (iii) magnitud dels coeficients de senyal de parla FBSE.

Com s'ha dit, les funcions de Bessel a escala diferent són ortogonals respecte al producte interior{\displaystyle \langle f,g\rangle =\int _{0}^{b}xf(x)g(x)\,dx}d'acord amb
{\displaystyle \int _{0}^{b}xJ_{\alpha }\left({\frac {xu_{\alpha ,n}}{b}}\right)\,J_{\alpha }\left({\frac {xu_{\alpha ,m}}{b}}\right)\,dx={\frac {b^{2}}{2}}\delta _{mn}[J_{\alpha +1}(u_{\alpha ,n})]^{2},}
(on: {\displaystyle \delta _{mn}} és el delta de Kronecker). Els coeficients es poden obtenir projectant la funció f(x) sobre les respectives funcions de Bessel:{\displaystyle c_{n}={\frac {\langle f,(J_{\alpha })_{n}\rangle }{\langle (J_{\alpha })_{n},(J_{\alpha })_{n}\rangle }}={\frac {\int _{0}^{b}xf(x)(J_{\alpha })_{n}(x)\,dx}{{\frac {1}{2}}(bJ_{\alpha \pm 1}(u_{\alpha ,n}))^{2}}}}on el signe més o menys és igual de vàlid.
Per a la transformada inversa, s'utilitza la següent representació de la funció delta de Dirac{\displaystyle {\frac {2x^{\alpha }y^{1-\alpha }}{b^{2}}}\sum _{k=1}^{\infty }{\frac {J_{\alpha }\left({\frac {xu_{\alpha ,k}}{b}}\right)\,J_{\alpha }\left({\frac {yu_{\alpha ,k}}{b}}\right)}{J_{\alpha +1}^{2}(u_{\alpha ,k})}}=\delta (x-y).}

## Advantages
L'expansió de la sèrie Fourier-Bessel no requereix l'ús de la funció de finestra per obtenir l'espectre del senyal. Representa el senyal real en termes de funcions de base reals de Bessel. Proporciona representació de senyals reals en termes de freqüències positives. Les funcions base utilitzades són de naturalesa aperiòdica i convergeixen. Les funcions de base inclouen la modulació d'amplitud en la representació. L'espectre d'expansió de la sèrie Fourier-Bessel proporciona punts de freqüència iguals a la longitud del senyal.

## Applications
L'expansió de la sèrie Fourier-Bessel utilitza com a base les funcions de Bessel aperiòdiques i en descomposició. L'expansió de la sèrie Fourier-Bessel s'ha aplicat amb èxit en àrees diversificades com ara el diagnòstic de fallades d'engranatges, la discriminació d'odorants en un ambient turbulent, l'anàlisi de l'estabilitat postural, la detecció del temps d'aparició de la veu, la detecció d'instants de tancament glotal (època), la separació de formants de la parla, millora de la parla i identificació del parlant. L'expansió de la sèrie Fourier–Bessel també s'ha utilitzat per reduir els termes creuats en la distribució Wigner–Ville.